# العمدة حسين احمد فرح
حسين أحمد فرح (ولد عام 1868 في بري الأماب، الخرطوم – السودان) هو أحد أبرز الزعماء التقليديين في تاريخ السودان الحديث. تولّى منصب عمدة الخرطوم عام 1898، ثم عُيّن ناظرًا عموميًا في عام 1934، مشرفًا على ضواحي الخرطوم الممتدة من أبودليق شرقًا حتى جبل أولياء جنوبًا.

## النشأة
ولد حسين أحمد فرح في منطقة بري الأماب، المعروفة بتاريخها الوطني والاجتماعي، ونشأ في بيئة مجتمعية تقليدية لعبت فيها القيادات الأهلية دورًا كبيرًا في إدارة الشأن المحلي.

## المناصب والمسؤوليات
عُيّن عام 1898 عمدة لمدينة الخرطوم في فترة بداية الحكم الثنائي (البريطاني المصري)، في مرحلة إعادة تنظيم الإدارة المدنية بعد نهاية الدولة المهدية. وفي عام 1934، تمت ترقيته إلى منصب الناظر العمومي، حيث أُسندت إليه إدارة منطقة واسعة من ضواحي الخرطوم.

## النظام القضائي الأهلي
أنشأ حسين أحمد فرح نظامًا عرفيًا لإدارة العدالة، عبر تأسيس محكمتين أهليتين كان يشرف عليهما بنفسه:
- محكمة جبل أولياء التي كانت تُعقد يوم السبت.
- محكمة بري الأماب التي كانت تُعقد يوم الخميس.

وساهم هذا النظام في حل النزاعات المجتمعية والقضايا القبلية، واعتُبر نموذجًا ناجحًا في الإدارة الأهلية آنذاك.

## الإرث والتوثيق
تُحفظ أحكامه وسجلاته في جامعة الخرطوم، وقد ورد ذكره في عدد من إصدارات جريدة الغازيتة السودانية، مما يجعله من الشخصيات الموثّقة في التاريخ السوداني الرسمي. لا يُعرف تاريخ وفاته بدقة، لكن يُرجّح أنه توفي في أربعينيات أو خمسينيات القرن العشرين.